# ريكي فيلا
ريكي فيلا (بالإنجليزية: Ricky Vela)‏ هو كاتب أغاني أمريكي، ولد في القرن العشرين.

## وصلات خارجية
- الموقع الرسمي
- ريكي فيلا على موقع IMDb (الإنجليزية)
- ريكي فيلا على موقع ميوزك برينز (الإنجليزية)
- ريكي فيلا على موقع ديسكوغز (الإنجليزية)
- ريكي فيلا على موقع ديسكوغز (الإنجليزية)